# Iron Flame
Iron Flame è un romanzo fantasy-romance del 2023 della scrittrice americana Rebecca Yarros. È il secondo libro della serie Empyrean e in Italia è stato pubblicato il 30 gennaio 2024 da Sperling & Kupfer.

## Trama
Violet ha scoperto che suo fratello Brennan è vivo e opera sotto falso nome come colonnello fra i ribelli di Aretia, che combattono contro i Venin. Nonostante la diffidenza dell'Assemblea della rivoluzione, Violet e i cadetti sopravvissuti a Resson ottengono il permesso di tornare a Basgiath, a patto di mantenere segreta la minaccia Venin. Al loro ritorno scoprono che il colonnello Aetos è stato sostituito dal maggiore Burton Varrish, che è il nuovo vice-comandante. Violet interrompe pubblicamente l'amicizia con Dain, accusandolo della morte di Liam.
Xaden, ora tenente, viene inviato all'avamposto di Samara, e grazie al legame dei loro draghi, lui e Violet si incontrano ogni settimana. Tuttavia, Violet è turbata dalla mancanza di onestà di Xaden, che le nasconde il suo coinvolgimento nel contrabbando di armi dei ribelli. Fa amicizia con Imogen e Bodhi, ma si allontana da Rhiannon e gli altri. Durante la coscrizione, Violet e Dain riconoscono il principe Cam, che si fa chiamare Aaric Graycastle. Violet sopravvive a un tentativo di omicidio organizzato da Aetos, mentre molti sopravvissuti di Resson muoiono misteriosamente. Nel frattempo, Andarna, il suo drago, entra nel "sonno senza sogni" per entrare nell'adolescenza.
Violet inizia a indagare segretamente sui Primi Sei, che hanno costruito le prime protezioni a Navarre, chiedendo aiuto alla scriba Jesinia. Scopre che Aaric sa della minaccia Venin e sta cercando una soluzione. Varrish, sospettando di Violet, la prende di mira, perquisendola regolarmente. Nel frattempo, Jack Barlowe, che si credeva morto, riappare. Xaden e Violet riprendono la loro relazione e Xaden le affida una missione con dei grifoni per contrabbandare pugnali da consegnare ai rivoluzionari. Tornati a Basgiath, Violet viene catturata da Varrish, ma Rhiannon la salva nascondendo il pugnale; Violet rivela finalmente la verità ai suoi amici, che si uniscono alla sua ricerca sui Primi Sei.
Violet ruba dei diari che rivelano informazioni vitali, ma viene catturata e torturata da Varrish. Varrish convoca Dain, per leggere i ricordi di Violet, ma lui si rifiuta e lo colpisce con un coltello per poi liberare Violet che lo uccide. Gli studenti di Basgiath si uniscono alla ribellione ad Aretia, dove formano un nuovo college di guerra. Violet continua a tradurre i diari, ma le sue tentativi di attivare una pietra di protezione falliscono. Scopre che il visconte Tecarus ha un luminare che potrebbe aiutare i ribelli a forgiare armi. Dopo aver negoziato un'alleanza con lui, Violet apprende che Cat, l'ex fidanzata di Xaden, è la nipote di Tecarus, e che il visconte accetta di dare il luminare in cambio di grifoni per allenarsi insieme ai cadetti.
Andarna si risveglia dal suo lungo sonno senza sogni, ma Violet è tormentata dal senso di colpa per aver influenzato la crescita del suo drago. Violet chiede aiuto a Dain per tradurre i diari, e i due tornano amici. Durante una missione, vengono attaccati dal drago di Varrish, ma Andarna lo uccide. Violet scopre che Xaden ha un secondo sigillo che le aveva tenuto nascosto. Dopo un chiarimento i due si riconciliano, e Violet attiva la pietra di protezione, accorgendosi però che è difettosa.
Quando i Venin attaccano Basgiath, Violet e i ribelli cercano di fermarli. Jack si rivela essere un Venin e guida l'attacco al college. Jesinia fornisce una traduzione corretta dei diari, che rivela le posizioni di sette tane di draghi cruciali per un rituale. Violet capisce che Andarna proviene da una tana sconosciuta e raduna i sette draghi necessari per attivare la protezione. In un ultimo disperato tentativo, Violet quasi muore nel tentativo di attivare le protezioni, ma sua madre si sacrifica per salvarla. Xaden, nel tentativo di salvarla, si trasforma in Venin.